# Śpiew

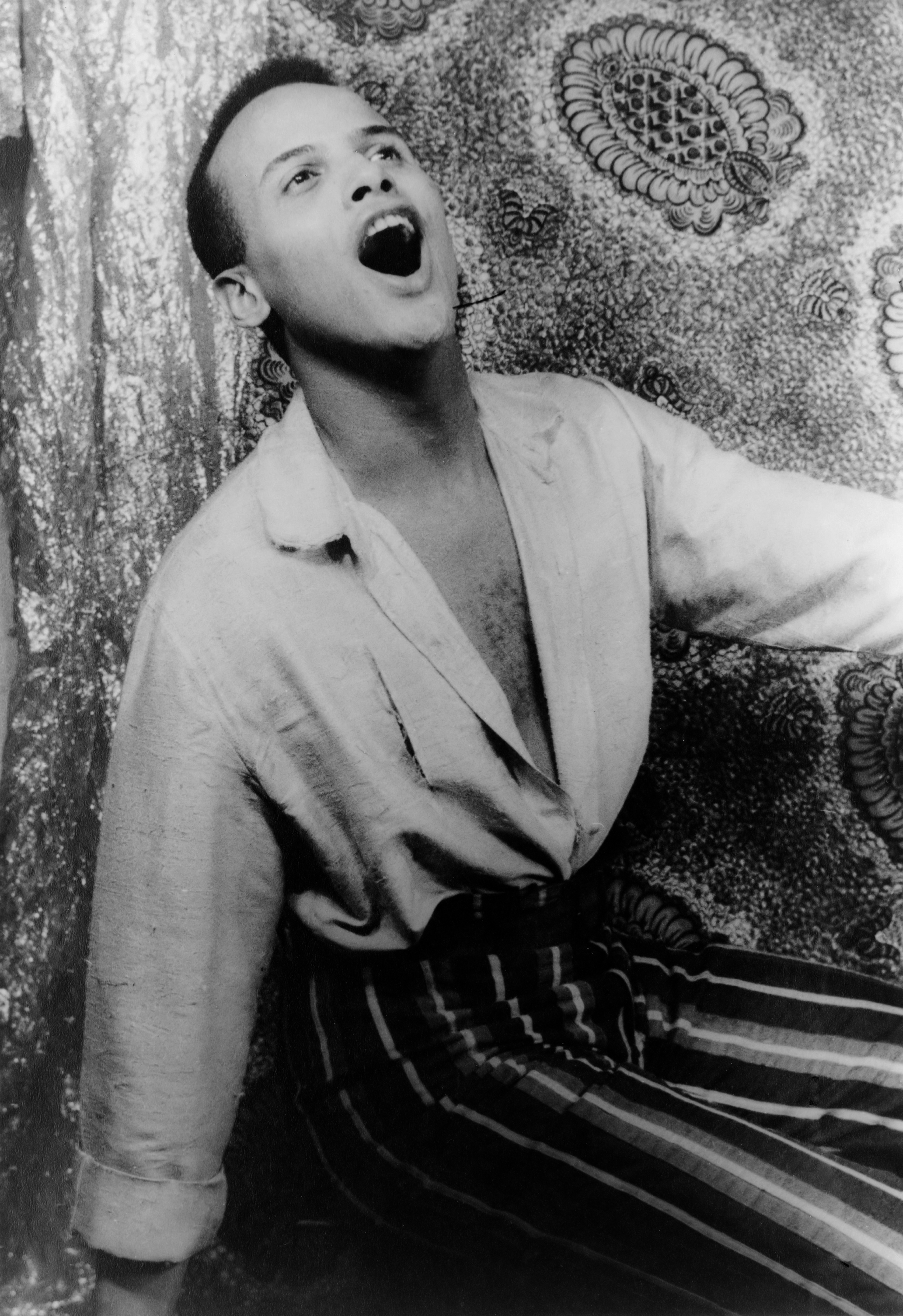
Śpiewający Harry Belafonte, zdjęcie: C. van Vechten

Śpiew – czynność polegająca na artystycznym operowaniu głosem podczas wykonywania utworu muzycznego; rodzaj działalności artystycznej człowieka, najstarszy typ wykonawstwa muzycznego. 
Dyscyplina naukowo-artystyczna zajmująca się nauczaniem śpiewu i szkoleniem głosu nosi nazwę – wokalistyka. 
W programie nauczania wyższych uczelni artystycznych, a także średnich szkół muzycznych istnieją specjalności takie jak:
- wokalistyka klasyczna (śpiew operowy solowy i zespołowy)[4]
- wokalistyka jazzowa (śpiew rozrywkowy solowy i zespołowy)[5][6][7][8]

## Rodzaje śpiewu
Wyróżnia się śpiew utworów muzycznych z tekstem – śpiew sylabiczny, melizmatyczny – oraz pozbawiony cech mowy – wokaliza. Natomiast śpiew z zamkniętymi ustami to mormorando (murmurando).
Śpiew może być nieformalny i wykonywany dla przyjemności, a także formalny, taki jak profesjonalny śpiew na przedstawieniu, koncercie bądź w studiu nagraniowym.
Śpiew może być wykonywany w grupie, takiej jak chór, przy akompaniamencie instrumentów muzycznych, pełnej orkiestry lub zespołu. Śpiewanie bez akompaniamentu muzycznego nazywamy śpiewem a cappella.

## Klasyfikacja głosów
Śpiewaków solowych klasyfikuje się na podstawie cech takich jak skala, barwa i siła głosu (tzw. wolumen) oraz dzieli na określone rodzaje głosów. Śpiewaka chóralnego klasyfikuje się na podstawie tych samych zasad, choć dominującym kryterium pożądanym jest odpowiednia skala oraz stałość barwy.
Na najwyższym profesjonalnym poziomie niezbędne jest, by śpiewak stale ćwiczył, gdyż w przeciwnym wypadku skala jego głosu może ulec zawężeniu, zaś siła jego głosu, ulec zmniejszeniu. Z uwagi na fakt, iż śpiew jest bardzo naturalną czynnością, taki typ ciągłych ćwiczeń poza obszarem muzyki poważnej zwykle nie jest konieczny dla półprofesjonalnych wokalistów.

## Rejestry głosu
Wyróżniamy kilka rejestrów głosu, w tym główne: rejestr piersiowy, rejestr głowowy i rejestr gwizdkowy. Śpiew na niedomkniętych strunach głosowych to falset. Głos źle ustawiony, produkujący dźwięki o błędnej częstotliwości (wysokości) jest głosem fałszywym. Zobacz dźwięk fałszywy.

## Techniki śpiewu
Istnieje wiele rozmaitych metod śpiewu. Niektóre z nich to:
- bel canto;
- Speech Level Singing (wywodzący się bezpośrednio z bel canto);
- belting (technika stosowana we współczesnym musicalu; polega na sztucznym podwyższeniu granicy rejestru piersiowego, by nadać wyższym dźwiękom skali głosowej charakterystyczną barwę).

Śpiewanie na wysokim amatorskim bądź profesjonalnym poziomie wymaga wielu regularnych ćwiczeń i zawsze nauczyciela, który obiektywnie ocenia zarówno głos, jak i wskazuje błędy techniczne i brzmieniowe, których śpiewający nie jest w stanie obiektywnie ocenić. Śpiewający subiektywnie może błędnie ocenić barwę, brzmienie, sposób emisji, co wynika z czysto fizycznej i akustycznej kwestii słyszenia samego siebie, podobnej np. do efektu Dopplera (dźwięk oddalony/odbity wydaje się niższy lub wyższy). Śpiewak ze słuchem absolutnym jest w stanie śpiewać pod dźwiękiem lub nad dźwiękiem (nieczysto) z powodu błędnego punktu odniesienia, jakim jest bliskość aparatu słuchowego i emisyjnego strun głosowych. Dopiero ustawienie, czyli impostacja głosu – techniczna, mechaniczna korekcja odruchów i wpojenie sobie techniki daje efekt czystego dźwięku o prawidłowej wysokości słyszalnego u odbiorcy oddalonego kilkanaście metrów od śpiewaka. To właśnie ta fala dźwiękowa wybrzmiewająca w oddali jest zagłuszana przez bezpośrednią słyszalność dźwięku emitowanego w nagłośni śpiewaka. Technika śpiewu polega więc na stosowaniu reguł emisji dostosowanych indywidualnie do każdego głosu. Dlatego też wysokiej klasy śpiewacy mają instruktora śpiewu, będącego zawsze pierwszym słuchaczem i odbiorcą i trenują pod jego uchem przez cały czas trwania ich kariery. Stąd też ogromnie ważne jest utrzymanie stałej wagi ciała (każda zmiana powoduje nagromadzenie się tkanki tłuszczowej również wokół strun głosowych i zmiana jałowego napięcia mięśniowego), poziomu wilgotności strun, wyuczenia optymalnego sposobu emisji. Wraz z naturalną zmianą warunków fizjologicznych potrzebna jest nowa korekta techniki w konkretnym okresie. Jest to podstawa utrzymania tzw. „postawionego” głosu w dobrej, niezmiennej formie.
W każdej kulturze czy historycznym europejskim ośrodku operowym istniały różne szkoły śpiewu, tj. metodyka nauki prawidłowej techniki i szczegółowe nakreślenie jak powinien brzmieć głos. Np. włoska szkoła śpiewu kładzie nacisk na legato, sotto voce i utrzymanie wysokości dźwięku z jak najmniejszym odchyleniem częstotliwości wybrzmiewania w trakcie jego emisji. Zupełnie odmienną jest szkoła niemiecka, która zdominowana dziełami operowymi choćby Wagnera, kładzie nacisk na naturalizm wykonawczy (weryzm), dramatyzm i prymat słowa nad melodią, niż na bel canto. W obecnym czasie można uznać, że szkoły te w sposób naturalny zmieszały swoje najlepsze cechy i wytworzył się standard tzw. szkoły europejskiej techniki śpiewu.
Jak w każdej dziedzinie, tak i w śpiewie na przestrzeni dziesięcioleci zmieniały się standardy techniki wokalnej uznawane za prawidłowe. I tak np. w czasach tenorów Mario Lanzy czy np. Caruso lub Di Stefano (na którym wzorował się później Pavarotti) byli oni wzorami, dzisiaj śpiewanie w ten sam sposób uchodzi za nieprawidłowe.
Walery Wysocki jest uważany za wybitnego propagatora prawidłowej techniki śpiewu . Jego zasady sprowadzające się do tezy, że śpiew jest przedłużoną mową, zaś mowa skróconym śpiewem, można uznać za podwaliny współczesnej szkoły techniki wokalnej. To czym jest technika śpiewu według Wysockiego opisuje żartobliwy wierszyk jego autorstwa: Kto chce śpiewać prawidłowo, niech wymawia każde słowo, między językiem a zębami, wyraźnymi sylabami. Niechaj gardła nie forsuje, a głos w ustach konserwuje. Niech udaje, że wciąż ziewa, a ustami mówi...śpiewa!
Na technikę śpiewu składa się więc zarówno dykcja, prawidłowa emisja, prawidłowe oddychanie (tzw. podparcie oddechowe), warstwa muzyczna wykonywanego utworu oraz indywidualne cechy każdego artysty dające ostateczny efekt prawidłowego wykonawstwa.

## Higiena głosu
Każdy profesjonalny śpiewak, piosenkarz, chórzysta musi dbać o swój głos i traktować go dokładnie tak samo jak każdy instrument muzyczny. Wiedza ta obejmująca zarówno kwestie techniki śpiewu, jak i ściśle medyczne aspekty związane z mięśniami (a takimi są struny głosowe) nazywana jest higieną głosu.
Nieumiejętne śpiewanie, z efektem zaciśniętych mięśni około-krtaniowych może prowadzić do powstania tzw. guzków śpiewaczych. Zbyt napięte struny, gwałtowne wprowadzanie w wibracje, długotrwały brak stosowania techniki śpiewu prowadzi do mikrourazów, otarć, ran oraz małych zbliznowaceń, guzków. Tak używany głos może prowadzić do utraty jakiejkolwiek umiejętności wydobywania dźwięku w sensie muzycznym, lub też nawet do utraty głosu w całości. Wysoka urazowość strun może prowadzić do powstania raka.
Najczęstszą dolegliwością u osób pracujących zawodowo głosem w sposób pozbawiony prawidłowej techniki jest tzw. niedomykalność strun głosowych objawiająca się bez-dźwiękiem w mowie i śpiewie podobnym do chrapliwego szeptu, przekrwienie i obrzęk strun spowodowany przeciążeniem, alkoholem, chorobą układu oddechowego – objawem jest niemoc osiągnięcia wysokich dźwięków bez wysiłku, wysuszenie strun spowodowane złym nawadnianiem organizmu lub nikotyną – objawem jest gwałtowne zrywanie dźwięku i przeskok z domkniętych strun na niedomknięte co daje efekt radykalnej zmiany wysokości dźwięku na znacznie wyższy, kompletnie niekontrolowany, tzw. skrzek, „kogut” lub cracked voice.
Częstym ratunkiem w powyższych sytuacjach przed koncertem są inhalacje na bazie sterydów, hamujących efekt immunologiczny na urazy strun głosowych lub nawet zastrzyki wprost do strun głosowych. Długotrwałe stosowanie kortykosterydów przez wokalistów prowadzi tak czy inaczej do całkowitego zniszczenia strun głosowych mimo krótkotrwałego „supergłosu” zaraz po użyciu sterydów. Mają też katastrofalny wpływ na cały organizm, łącznie z obniżeniem odporności, które może prowadzić do powstania raka.
Zjawisko to (podobne do dopingu w sporcie) ma pewnego rodzaju przyzwolenie (z powodu małej wiedzy na ten temat) i rodzi wątpliwości natury etycznej co do uczciwej konkurencji artystycznej w danym gatunku muzycznym. Przykładem jest Mick Jagger, który nawet w filmie dokumentalnym o samym sobie szczyci się pobieraniem zastrzyków wprost do strun głosowych. Nie dziwi znawców problemu fakt częstego odwoływania koncertów przez tego artystę z powodu coraz częstszych problemów z domykalnością strun. Przesadnie podchodzącym do higieny głosu był natomiast Michael Jackson, który w obawie o nawet minimalną infekcję, zwykł nosić maskę lub chustę zakrywającą usta.
O ile w muzyce rozrywkowej pewna nieczystość barwy jest dopuszczalna, a niekiedy staje się znakiem rozpoznawczym wokalisty, o tyle w muzyce poważnej oznacza koniec kariery.
Śpiewacy solowi uczą się zagadnień związanych z fizjologią i patologią głosu na uczelniach artystycznych. W trakcie kariery zalecane są okresowe kontrole u foniatrów, otolaryngologów wyspecjalizowanych w medycznych kwestiach wydobywania dźwięku strunami głosowymi oraz schorzeniami związanymi z nagłośnią, aparatem śpiewu i fonacją. Foniatrzy dobierają indywidualną higienę głosu dla cech danego śpiewaka, która może się znacznie różnić nawet w obrębie tego samego rodzaju głosu.
Stosowanie zaleceń higieny głosu może nie tylko chronić głos, ale często i życie, o czym z pełną powagą głoszą foniatrzy czy pedagodzy akademiccy.

## Generowanie głosu u ludzi
Głos ludzki powstaje przy współudziale szeregu narządów anatomicznych:
- krtań z umieszczonymi w niej strunami głosowymi
- oskrzela, tchawica i płuca wraz z mięśniami brzucha, mięśniami dna miednicy i przeponą
- jama gardłowa i jama nosowa wspólnie zwane nasadą
- język, zęby, wargi, podniebienie

### Podparcie oddechowe
Wbrew powszechnemu przekonaniu strumień powietrza nie jest wypychany przez przeponę podczas śpiewania. Powietrze jest wdychane przy pomocy przepony i wydychane przy pomocy mięśni brzucha i mięśni dna miednicy, jak przy normalnym oddychaniu. Ruchy przepony są niezależne od woli człowieka. Przepona oddziela klatkę piersiową od jamy brzusznej, a jej ruchy możliwe są dzięki mięśniom brzucha, mięśniom międzyżebrowym i mięśniom grzbietu. Wysokość dźwięku jest kontrolowana przez napięcie strun głosowych.
Podparcie oddechowe (wł. appoggio) to opanowana technika nabierania odpowiedniej ilości powietrza, zblokowanie jej w jak najbardziej przybliżonym momencie rozpoczęcia emisji oraz kontrolowane dozowanie zgromadzonym powietrzem w trakcie emisji tak aby swobodnie zaśpiewać znaczny odcinek nut, np. frazę muzyczną. Inaczej wspieranie śpiewu prawidłową techniką oddychania. Podparcie oddechowe jest jednym z najważniejszych elementów prawidłowego śpiewu. Nieprawidłowe podparcie oddechowe może prowadzić z jednej strony do hiperwentylacji podczas śpiewu i naturalnych zawrotów głowy podczas wykonania (gdy powietrza jest zbyt dużo, śpiewak blednie i wykazuje nerwowość w trakcie śpiewu) lub do niedotlenienia i najzwyklejszego podduszania się w trakcie śpiewu (w przypadku zbyt małej ilości powietrza lub pojemności płuc, np. w wyniku palenia tytoniu śpiewak czerwienieje w momentach utraty tchu i wyciska końcówki fraz muzycznych z obniżeniem emisji).
W utworach muzycznych, kompozytorzy często nanosili znaczniki oddechu (cezura), i pamiętając o ludzkich ograniczeniach odpowiednio prowadzili frazę muzyczną w trakcie komponowania dzieła. Mimo tego, najwięksi śpiewacy często popisują się szarżując możliwościami podparcia oddechowego, wyśpiewując po dwie, a nawet trzy frazy na jednym oddechu, lub też przesuwają (ukrywają) oczekiwane naturalne momenty oddechu na miejsca, w których słuchacz się ich nie spodziewa. Daje to efekt jakby „braku oddychania” i pełnej płynności w śpiewie. Technika podparcia oddechowego jest jedną z najtrudniejszych i wymaga wielu lat, aby ją opanować. Wielu śpiewaków z tego powodu poszukuje wiedzy i praktykuje w takich dziedzinach jak joga lub uprawianie czynnego pływania, które najlepiej trenuje gospodarkę powietrzem.

## Podział wokalistów
Wokalistów (osoby śpiewające) można podzielić na:
- śpiewak – osoba śpiewająca muzykę poważną
- piosenkarz – osoba śpiewająca muzykę rozrywkową